# Pristomerus euzopherae
Pristomerus euzopherae är en stekelart som beskrevs av Henry Lorenz Viereck 1912. Pristomerus euzopherae ingår i släktet Pristomerus och familjen brokparasitsteklar. Inga underarter finns listade i Catalogue of Life.